# I Need Your Love (canción de Calvin Harris)
«I Need Your Love» —en español: «Necesito tu amor»— es una canción realizada por el disc-jockey y productor discográfico británico Calvin Harris, con la colaboración de la cantante y compositora Ellie Goulding; incluida en el tercer álbum de estudio de Harris, 18 Months. La canción fue lanzada el 2 de abril de 2013, como el séptimo sencillo del álbum de Harris. También fue incluida como bonus track en el segundo álbum de estudio de Goulding, Halcyon.
Antes de su lanzamiento como sencillo, la canción llegó en noviembre de 2012 al número 85 en la lista de sencillos del Reino Unido y al número 58 en la lista de sencillos de Irlanda. Luego reingresa en marzo de 2013 en mencionadas listas alcanzando el número 4 y 6 respectivamente. Harris logró un récord al convertirse en el primer artista en meter ocho sencillos de un mismo álbum dentro del top 10 del Reino Unido, rompiendo el anterior registrado por Michael Jackson incluyendo siete sencillos del álbum Bad de 1987 y  posteriormente igualado en 1991 con Dangerous. En los Estados Unidos, la canción alcanzó el número 16, convirtiéndose en el quinto sencillo de Harris en ingresar en el top 40, asimismo, el segundo de Goulding. También alcanzó el número 15 en Nueva Zelanda y el número 3 en Australia en donde fue certificado con el disco de platino.

## Video musical
Fue dirigido por Emil Nava, estrenado el 15 de abril de 2013 y rodado en las playas de Miami. En él, Calvin y a Ellie lucen como una pareja muy enamorada, mostrándonos durante un día, apareciendo de la cama a la playa, en un automóvil, pasando por un salón de tatuajes, deteniéndonos en una fiesta para finalizar nuevamente juntos bajo las sábanas. Se intercalan con otras imágenes de personas jugando al billar, otras a bordo de motos acuáticas en el que se encuentran dos mujeres con gorro de marinera disponiéndose a ingresar a la discoteca donde se presenta el mismo Harris.
El video gira en torno a una videocámara con la cual Calvin se graba junto a Ellie, para luego dejarla en la playa y esta cámara pasa por distintas personas que se graban a ellos mismos haciendo distintas actividades, finalmente la cámara vuelve a Calvin en un concierto.

## Lista de canciones
| Reino Unido — Descarga digital |                                         |          |  |
| N.º                            | Título                                  | Duración |  |
| 1.                             | «I Need Your Love» (Radio Edit)         | 3:46     |  |
| 2.                             | «I Need Your Love» (Álbum Versión)      | 3:58     |  |
| 3.                             | «I Need Your Love» (Instrumental)       | 3:58     |  |
| 4.                             | «I Need Your Love» (Nicky Romero Remix) | 5:44     |  |
| 5.                             | «I Need Your Love» (Jacob Plant Remix)  | 4:50     |  |
| 6.                             | «I Need Your Love» (R3HAB Remix)        | 4:04     |  |

## Posicionamiento en listas y certificaciones
| Listas (2013)                         | Mejor posición |
| ------------------------------------- | -------------- |
| Alemania (Media Control AG)           | 13             |
| Australia (ARIA)                      | 3              |
| Austria (Ö3 Austria Top 40)           | 3              |
| Bélgica (Flandes) (Ultratop 50)       | 8              |
| Bélgica (Valonia) (Ultratop 50)       | 7              |
| Canadá (Hot 100)                      | 13             |
| República Checa (Rádio Top 100)       | 1              |
| Dinamarca (Tracklisten)               | 17             |
| Escocia (The Official Charts Company) | 3              |
| Eslovaquia (Rádio Top 100)            | 1              |
| España (Top 100 Canciones)            | 25             |
| Estados Unidos (Billboard Hot 100)    | 16             |
| Estados Unidos (Pop Songs)            | 6              |
| Estados Unidos (Hot Dance Club Songs) | 1              |
| Estados Unidos (Adult Pop Songs)      | 23             |
| Finlandia (OFC)                       | 4              |
| Francia (SNEP)                        | 10             |
| Hungría (Rádiós Top 40)               | 7              |
| Hungría (Dance Top 40)                | 2              |
| Irlanda (IRMA)                        | 6              |
| Italia (FIMI)                         | 18             |
| Noruega (VG-lista)                    | 13             |
| Nueva Zelanda (Recorded Music NZ)     | 15             |
| Países Bajos (Dutch Top 40)           | 29             |
| Reino Unido (UK Singles Chart)        | 4              |
| Reino Unido (UK Dance Chart)          | 3              |
| Suecia (Sverigetopplistan)            | 3              |
| Suiza (Schweizer Hitparade)           | 6              |

| País           | Organismo certificador | Certificación | Ventas    | Ref.   |
| -------------- | ---------------------- | ------------- | --------- | ------ |
| Alemania       | BVMI                   | Oro           | 500 000   | [ 32 ] |
| Australia      | ARIA                   | 3× Platino    | 210 000   | [ 33 ] |
| Bélgica        | BEA                    | Oro           | 15 000    | [ 34 ] |
| Estados Unidos | RIAA                   | Platino       | 1 000 000 | [ 35 ] |
| Nueva Zelanda  | RIANZ                  | Oro           | 7 500     | [ 36 ] |
| Reino Unido    | BPI                    | Oro           | 400 000   | [ 37 ] |
| Suecia         | IFPI (Suecia)          | Platino       | 20 000    | [ 38 ] |

### Sucesión en listas
| Anterior: «Closer» de Tegan and Sara | Hot Dance Club Songs — Sencillo Nro 1 4 de mayo de 2013 — 11 de mayo de 2013 | Siguiente: «Acid Rain» de Alexis Jordan |